# Michal Peprník

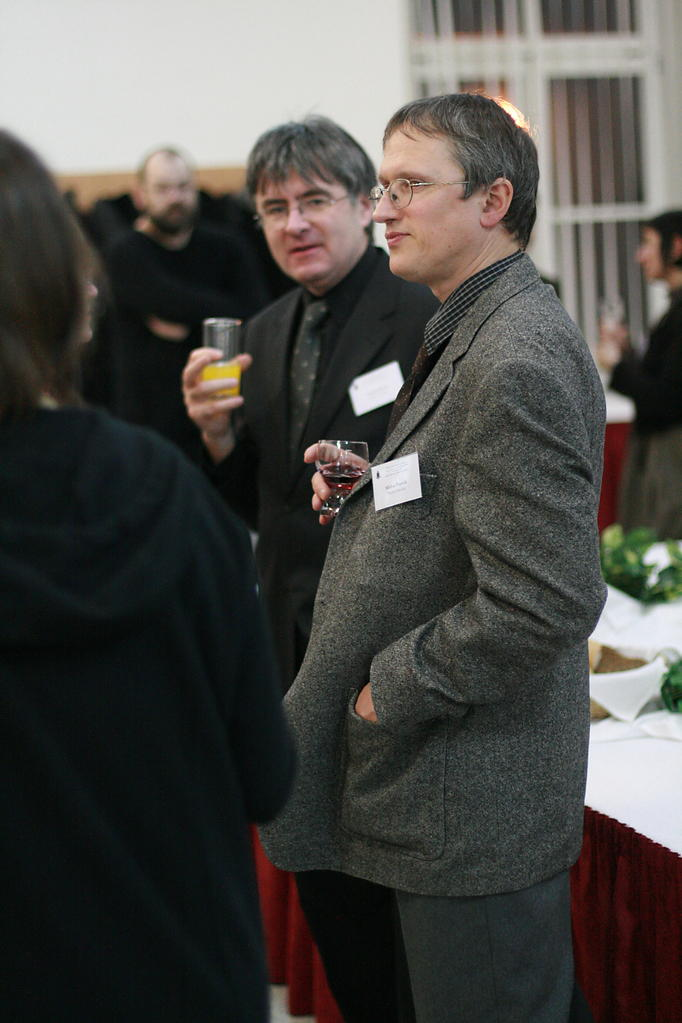
Michal Peprník

Michal Peprník (* 9. Januar 1960 in Kroměříž) ist ein tschechischer Amerikanist und Dozent für amerikanische Literatur an der Palacký-Universität Olomouc.

## Leben
Er ist ein Sohn von Jaroslav Peprník. In den Jahren 1992–1993 unterrichtete er tschechische Literatur am Institut für slawische Sprachen der Universität in Glasgow. Er wurde im Jahr 2003 habilitiert.
Peprník leitet die Abteilung für Literatur des Instituts für Anglistik und Amerikanistik und ist Sekretär der Tschechischen und slowakischen Assoziation für Amerikanistik (The Czech and Slovak Association for American Studies). Er ist außerdem der Hauptkoordinator des Internationalen Olmützer Amerikanistenkolloquiums.
In seiner Forschung konzentriert er sich auf die Literatur und Kultur des 19. Jahrhunderts, auf die amerikanische Postmoderne, auf fantastische Literatur und auf ins Englische übersetzte tschechische Literatur. In seinem kritischen Werk beschäftigt er sich überwiegend mit den Romanen des amerikanischen Schriftstellers James F. Coopers.

## Publikationen
- Dětský hrdina v díle J. D. Salingera (1984)
- Motiv metamorfózy v díle Jamese Hogga, R. L. Stevensona a George MacDonalda (1995)
- Směry literární interpretace XX.století/texty, komentáře (2000, 2005)
- Metamorfóza jako kulturní metafora [Metamorphosis as a Cultural Metaphor] (2004)
- Topos lesa v americké literatuře. Brno: Host. 2005 ISBN 80-7294-153-4
- Literature as a Political Tool? (2003)
- The Place of the Other: the Dark Forest (2003)
- Fenomén Bercovitch aneb jak dobý(í)t Ameriku (2003)
- Democratic Ideals in American Popular Culture and Literature (2004)
- Podstatný hybrid (2004)
- Z Krvavé komnaty k Černé Venuši (review, 2004)
- Moravian Origins of J.F. Cooper's Indians (2004)
- Cooper's Indians: Typology and Function (2005)
- Cesta amerického románu k romantickým asociacím a mýtu (2007)
- Henry James jako literární kritik (2008)